# Handball-FDGB-Pokal 1977/78
Der Handball-FDGB-Pokal der Herren wurde mit der Saison 1977/78 zum 8. Mal ausgetragen. Der SC Magdeburg verteidigte beim Endrunden-Turnier in Rostock seinen Titel aus dem Vorjahr erfolgreich und qualifizierte sich damit für den Europapokal der Pokalsieger. Dafür reichte den Magdeburgern im letzten Spiel des Turniers gegen den neuen DDR-Meister Empor Rostock ein Unentschieden, um sich mit der besseren Tordifferenz gegenüber den ASK Vorwärts Frankfurt zu behaupten. Diese erreichten im ersten Spiel des letzten Tages gegen den bis dahin punktlosen SC Dynamo Berlin ebenfalls nur ein Unentschieden und verspielten sich somit eine bessere Ausgangslage. Mit dem SC Leipzig schied bereits eine der fünf Sportclub-Vertretungen in der ersten Hauptrunde gegen Motor Eisenach aus.

## Teilnehmende Mannschaften
Für den FDGB-Pokal hatten sich folgende 40 Mannschaften qualifiziert:
| DDR-Oberliga die 10 Vereine der Saison 1977/78 | DDR-Liga die 20 Vereine der Saison 1977/78 | Bezirkspokalvertreter die 10 Vereine aus der Saison 1976/77 |
| - SC Magdeburg (TV) - ASK Vorwärts Frankfurt/O. - BSG Wismut Aue - BSG Post Schwerin - SC Empor Rostock - SC Leipzig - SC Dynamo Berlin - BSG ZAB Dessau - BSG Rotation Prenzlauer Berg - SG Dynamo Halle-Neustadt (TV) – Titelverteidiger | Staffel Nord - BSG Chemie Premnitz - SC Magdeburg II - ASK Vorwärts Frankfurt/O. II - HSG PH Potsdam - TSG Calbe - SG Dynamo/Motor Staßfurt - BSG Post Schwerin II - SG Motor/Vorwärts Hennigsdorf - BSG Motor Stralsund - BSG Lokomotive RAW Cottbus Staffel Süd - BSG Motor Eisenach - BSG Einheit Halle-Neustadt - SC Leipzig II - SG Dynamo Suhl-Mitte - ASG Vorwärts Rudolstadt - BSG Chemie Piesteritz - HSG Wissenschaft Freiberg - BSG Wismut Aue II - SG Dynamo Halle-Neustadt II - BSG Grubenlampe Zwickau | - Bezirk Rostock SC Empor Rostock II - Bezirk Neubrandenburg SG Dynamo Neustrelitz - Bezirk Potsdam BSG Chemie Premnitz II - Ost-Berlin BSG EAW Treptow - Bezirk Magdeburg BSG Traktor Langenweddingen - Bezirk Halle BSG Empor Halle - Bezirk Leipzig BSG Lokomotive Naunhof - Bezirk Cottbus BSG Lokomotive Peitz - Bezirk Dresden ASG Offiziershochschule Löbau - Bezirk Karl-Marx-Stadt BSG Motor Zwönitz Der jeweilige Vertreter der Bezirke Schwerin, Frankfurt (Oder), Erfurt, Gera und Suhl konnte sich nicht über Qualifikationsspiele für den Handball-FDGB-Pokal 1977/78 qualifizieren. |

## Modus
In der ersten Hauptrunde, die im K.-o.-System ausgespielt wurde, nahmen alle qualifizierten Mannschaften teil und die Bezirksvertreter genossen Heimvorteil gegenüber höherklassigen Mannschaften. Spiele mit unentschiedenem Ausgang wurden sofort im 7-Meter-Werfen entschieden. Ab der zweiten Hauptrunde wurde der Wettbewerb mit Hin- und Rückspielen fortgesetzt. Die Auslosung erfolgte bis dahin nach möglichst territorialen Gesichtspunkten. In der dritten Hauptrunde wurden die sich noch im Wettbewerb befindenden fünf bestplatzierten Mannschaften der abgelaufenen Oberligasaison so gesetzt, dass sie nicht aufeinandertrafen. Nach dieser Runde ermittelten dann die letzten fünf Mannschaften in einem Endrunden-Turnier den Pokalsieger.

## 1. Hauptrunde
| Datum            |                               | Ergebnis       |                              |
| ---------------- | ----------------------------- | -------------- | ---------------------------- |
| Sa 27.05., 17:00 | SG Dynamo Neustrelitz         | 08:30          | BSG Motor Stralsund          |
| Sa 27.05., 17:00 | BSG Chemie Premnitz II        | 17:29          | TSG Calbe                    |
| Sa 27.05., 17:00 | SG Motor/Vorwärts Hennigsdorf | 23:24          | SG Dynamo/Motor Staßfurt     |
| Sa 27.05., 17:00 | BSG EAW Treptow               | 25:29          | BSG Chemie Premnitz          |
| Sa 27.05., 17:00 | BSG Lokomotive Naunhof        | 12:26          | BSG ZAB Dessau               |
| Sa 27.05., 17:00 | ASG Offiziershochschule Löbau | 22:22; 7m: 2:3 | HSG Wissenschaft Freiberg    |
| Sa 27.05., 17:00 | BSG Traktor Langenweddingen   | [ H1 1 ]       | ASG Vorwärts Rudolstadt      |
| Sa 27.05., 17:00 | BSG Empor Halle               | 19:25          | BSG Grubenlampe Zwickau      |
| Sa 27.05., 17:00 | BSG Einheit Halle-Neustadt    | 29:23          | BSG Chemie Piesteritz        |
| So 28.05., 11:00 | ASK Vorwärts Frankfurt/O. II  | 20:28          | SC Empor Rostock             |
| So 28.05., 11:00 | BSG Post Schwerin II          | 14:29          | ASK Vorwärts Frankfurt/O.    |
| So 28.05., 11:00 | HSG PH Potsdam                | 13:19          | SC Dynamo Berlin             |
| So 28.05., 11:00 | BSG Lokomotive RAW Cottbus    | 19:27          | BSG Post Schwerin            |
| So 28.05., 11:00 | SC Empor Rostock II           | 16:23          | BSG Rotation Prenzlauer Berg |
| So 28.05., 11:00 | BSG Lokomotive Peitz          | 16:26          | SC Magdeburg II              |
| So 28.05., 11:00 | SC Leipzig II                 | 28:29          | SG Dynamo Halle-Neustadt     |
| So 28.05., 11:00 | SG Dynamo Suhl-Mitte          | 25:26          | BSG Wismut Aue               |
| So 28.05., 11:00 | BSG Motor Eisenach            | 24:23          | SC Leipzig                   |
| So 28.05., 11:00 | BSG Wismut Aue II             | 12:29          | SC Magdeburg                 |
| So 28.05., 11:00 | BSG Motor Zwönitz             | 17:18          | SG Dynamo Halle-Neustadt II  |

1. ↑  Traktor Langenweddingen kam kampflos weiter

## 2. Hauptrunde
| Datum                    |                            | Gesamt   |                              | Hinspiel | Rückspiel |
| ------------------------ | -------------------------- | -------- | ---------------------------- | -------- | --------- |
| So 4. Juni / So 11. Juni | SC Empor Rostock           | 62:28    | SC Magdeburg II              | 34:17    | 28:11     |
| So 4. Juni / So 11. Juni | BSG Chemie Premnitz        | 54:28    | TSG Calbe                    | 34:15    | 20:13     |
| So 4. Juni / So 11. Juni | BSG Grubenlampe Zwickau    | 46:47    | SG Dynamo Halle-Neustadt II  | 24:25    | 22:22     |
| So 4. Juni / So 11. Juni | BSG Einheit Halle-Neustadt | 40:48    | BSG Wismut Aue               | 21:16    | 19:32     |
| So 4. Juni / So 11. Juni | BSG Motor Stralsund        | [ H2 1 ] | BSG Post Schwerin            | 20:34    | :         |
| So 4. Juni / So 11. Juni | SG Dynamo Halle-Neustadt   | 38:39    | BSG Motor Eisenach           | 21:21    | 17:18     |
| So 4. Juni / So 11. Juni | HSG Wissenschaft Freiberg  | 35:35    | BSG Traktor Langenweddingen  | 14:18    | 21:17     |
| So 4. Juni / So 11. Juni | ASK Vorwärts Frankfurt/O.  | 50:23    | BSG Rotation Prenzlauer Berg | 21:90    | 29:14     |
| So 4. Juni / So 11. Juni | SG Dynamo/Motor Staßfurt   | 36:56    | SC Dynamo Berlin             | 18:25    | 18:31     |
| So 4. Juni / So 11. Juni | SC Magdeburg               | 65:39    | BSG ZAB Dessau               | 38:15    | 27:24     |

1. ↑  Post Schwerin kam kampflos weiter, da Stralsund auf das Rückspiel verzichtete.
2. ↑  Wissenschaft Freiberg zog auf Grund der Auswärtstorregel in die 3. Hauptrunde ein.

## 3. Hauptrunde
| Datum                     |                           | Gesamt |                             | Hinspiel | Rückspiel |
| ------------------------- | ------------------------- | ------ | --------------------------- | -------- | --------- |
| Sa 17. Juni / Sa 24. Juni | HSG Wissenschaft Freiberg | 26:84  | SC Magdeburg                | 15:43    | 11:41     |
| Sa 17. Juni / Sa 24. Juni | ASK Vorwärts Frankfurt/O. | 61:39  | BSG Wismut Aue              | 30:16    | 31:23     |
| Sa 17. Juni / Sa 24. Juni | SC Empor Rostock          | 66:24  | SG Dynamo Halle-Neustadt II | 34:12    | 32:12     |
| Sa 17. Juni / Sa 24. Juni | BSG Post Schwerin         | 45:39  | BSG Chemie Premnitz         | 26:21    | 19:18     |
| Sa 17. Juni / Sa 24. Juni | BSG Motor Eisenach        | 39:48  | SC Dynamo Berlin            | 19:21    | 20:27     |

## Endrunde
Die Endrunde fand vom 4. bis 8. Juli 1978 in der Rostocker Sporthalle Marienehe statt.

### Spiele
1. Spieltag:
| Datum            |                   | Ergebnis |                           |
| ---------------- | ----------------- | -------- | ------------------------- |
| Di 04.07., __:__ | BSG Post Schwerin | 27:24    | SC Dynamo Berlin          |
| Di 04.07., __:__ | SC Magdeburg      | 25:25    | ASK Vorwärts Frankfurt/O. |
| Spielfrei:       | SC Empor Rostock  |          |                           |

2. Spieltag:
| Datum            |                           | Ergebnis |                   |
| ---------------- | ------------------------- | -------- | ----------------- |
| Mi 05.07., __:__ | SC Empor Rostock          | 20:15    | BSG Post Schwerin |
| Mi 05.07., __:__ | SC Dynamo Berlin          | 17:24    | SC Magdeburg      |
| Spielfrei:       | ASK Vorwärts Frankfurt/O. |          |                   |

3. Spieltag:
| Datum            |                           | Ergebnis |                   |
| ---------------- | ------------------------- | -------- | ----------------- |
| Do 06.07., __:__ | SC Empor Rostock          | 20:15    | SC Dynamo Berlin  |
| Do 06.07., __:__ | ASK Vorwärts Frankfurt/O. | 17:14    | BSG Post Schwerin |
| Spielfrei:       | SC Magdeburg              |          |                   |

4. Spieltag:
| Datum            |                  | Ergebnis |                           |
| ---------------- | ---------------- | -------- | ------------------------- |
| Fr 07.07., __:__ | SC Empor Rostock | 21:24    | ASK Vorwärts Frankfurt/O. |
| Fr 07.07., __:__ | SC Magdeburg     | 24:17    | BSG Post Schwerin         |
| Spielfrei:       | SC Dynamo Berlin |          |                           |

5. Spieltag:
| Datum            |                           | Ergebnis |                  |
| ---------------- | ------------------------- | -------- | ---------------- |
| Sa 08.07., __:__ | ASK Vorwärts Frankfurt/O. | 16:16    | SC Dynamo Berlin |
| Sa 08.07., __:__ | SC Empor Rostock          | 18:18    | SC Magdeburg     |
| Spielfrei:       | BSG Post Schwerin         |          |                  |

### Abschlusstabelle
| Pl. | Verein                    | Sp. | S | U | N | Tore    | Diff. | Punkte |
| --- | ------------------------- | --- | - | - | - | ------- | ----- | ------ |
| 1.  | SC Magdeburg              | 4   | 2 | 2 | 0 | 091:770 | +14   | 06:20  |
| 2.  | ASK Vorwärts Frankfurt/O. | 4   | 2 | 2 | 0 | 082:760 | +6    | 06:20  |
| 3.  | SC Empor Rostock          | 4   | 2 | 1 | 1 | 079:720 | +7    | 05:30  |
| 4.  | BSG Post Schwerin         | 4   | 1 | 0 | 3 | 073:850 | −12   | 02:60  |
| 5.  | SC Dynamo Berlin          | 4   | 0 | 1 | 3 | 072:870 | −15   | 01:70  |

Platzierungskriterien: 1. Punkte – 2. Tordifferenz – 3. geschossene Tore

### FDGB-Pokalsieger
| 1.                    | SC Magdeburg |
| --------------------- | --- |
| Logo vom SC Magdeburg | - Tor: Wieland Schmidt, Gunar Schimrock - Feldspieler: Reinhard Schütte (14/–), Ingolf Wiegert (4/–), Hartmut Krüger (23/16), Udo Rothe (11/–), Günter Dreibrodt (16/1) , Manfred Pfeifer (3/–), Rainer Baumgart (1/–), Ernst Gerlach (8/–), Harry Jahns (11/–), Rainer Jahns, Manfred Hoppe – (Tore/7 m) - Trainer: Klaus Miesner |

### Torschützenliste
Torschützenkönig des Endturniers wurde Wolfgang Böhme vom SC Empor Rostock mit 26 Toren.
|    | Spieler            | Verein                    | Tore / 7m |
| -- | ------------------ | ------------------------- | --------- |
| 1. | Wolfgang Böhme     | SC Empor Rostock          | 26 / 05   |
| 2. | Peter Larisch      | BSG Post Schwerin         | 25 / 09   |
| 3. | Rainer Höft        | SC Dynamo Berlin          | 24 / 09   |
| 4. | Hartmut Krüger     | SC Magdeburg              | 23 / 16   |
| 5. | Hans Engel         | ASK Vorwärts Frankfurt/O. | 19 / 06   |
| 6. | Frank-Michael Wahl | SC Empor Rostock          | 18 / 04   |
| 7. | Hans-Georg Beyer   | ASK Vorwärts Frankfurt/O. | 16 / 0–   |
| 7. | Günter Dreibrodt   | SC Magdeburg              | 16 / 01   |